# گوالدو تادینو
گوالدو تادینو (به ایتالیایی: Gualdo Tadino) یک کومونه در ایتالیا است که در استان پروجا واقع شده‌است.

## خصوصیات
گوالدو تادینو ۱۲۴ کیلومترمربع مساحت و ۱۵٬۰۴۹ نفر جمعیت دارد و ۵۳۶ متر بالاتر از سطح دریا واقع شده‌است.

## خواهرخوانده
شهرهای ادن-لو-تیش، West Pittston و برا (پیدمونت) خواهرخوانده‌های گوالدو تادینو هستند.